# Heterosaphanus mimeticus
Heterosaphanus mimeticus är en skalbaggsart som beskrevs av Aurivillius 1914. Heterosaphanus mimeticus ingår i släktet Heterosaphanus och familjen långhorningar. Inga underarter finns listade i Catalogue of Life.